# Dyna Brothers
Dyna Brothers (ダイナブラザーズ) est un jeu vidéo de gestion sorti en 1992 sur Mega Drive. Le jeu a été développé par CSK Holdings et édité par CRI Middleware. Il a connu une suite en 1993 intitulée Dyna Brothers 2.
Le jeu est sorti sur la Console virtuelle de la Wii en 2007.